# Zapiekanka

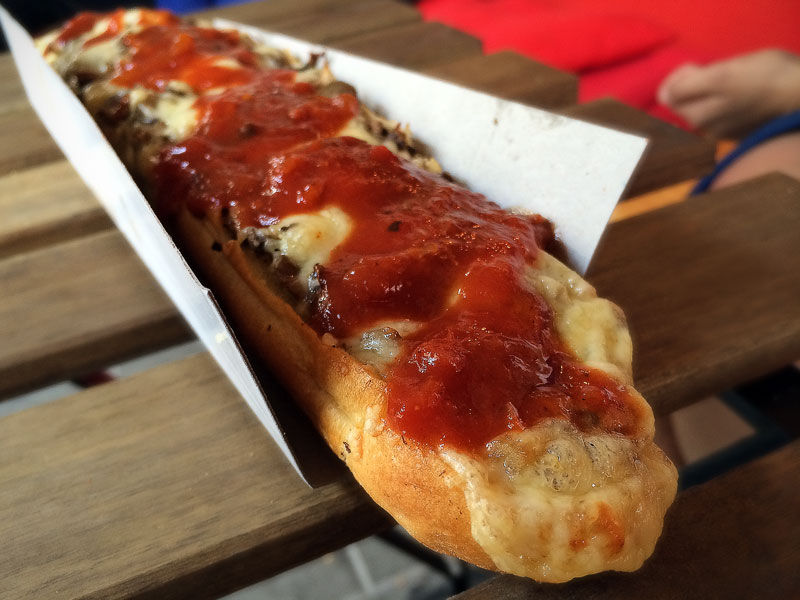
Zapiekanka.

La zapiekanka es una receta polaca consistente en media baguete cubierta principalmente con champiñones, jamón (u otro tipo de carne), queso y vegetales. Además de la versión básica existen múltiples variantes, como la zapiekanka hawaiana, con piña, o la zapiekanka griega, con aceitunas y queso feta.
La mayoría de las veces se sirve con kétchup y cebolleta. Es muy popular en Polonia como un tipo de comida rápida barata que se vende en puestos callejeros.